# Bapao
Bapao (uitspr.: [bɑˈpɑu] of [baˈpao], meerv.: bapao's of bapaos) is een gestoomd broodje met een vulling, dat zijn oorsprong vindt in de Chinese keuken en enige bekendheid geniet in Nederland.

## Oorsprong
Het woord pao, evenals het broodbakken in zuidelijk China, is van Portugese oorsprong. Volgens het Etymologisch woordenboek van het Nederlands is het woord samengesteld uit het Min-Chinees bbāh 'varkensvlees' en bo 'wikkel'.
Bapao's zijn door Chinese gemeenschap naar Indonesië gebracht. Via de Indonesische keuken zijn ze vervolgens geïntegreerd geraakt in de Nederlandse keuken. De broodjes staan op het menu bij diverse Chinese, Indische, Indonesische en Vietnamese (afhaal)restaurants. Ze liggen ook in de schappen van vrijwel iedere Nederlandse supermarkt.

## Vulling
Bapao's kunnen gevuld zijn met gemarineerd vlees, zoals rund-, kippen- en varkensvlees, of een vegetarische vleesvervanger. Bapao's kunnen ook met groente gevuld zijn, maar dit moet groente zijn die niet te veel vocht afgeeft als ze gaar wordt, zoals wortel of ui. In Vietnam wordt er ook een hardgekookt ei als extra vulling in het broodje gedaan. Bapao's kunnen ook worden gevuld met zoetigheden, zoals een mix van stukjes pinda, kokos en sesam op smaak gebracht met basterdsuiker.
Een bapao heeft meestal de vorm van een mantou. Omdat het gestoomd is, heeft het echter geen bruine korst. Het wordt weleens gegeten met chilisaus, maar in China en Indonesië is dat niet gebruikelijk.